# Дворец епископа Эразма Циолека
 Памятник культуры Малопольского воеводства: регистрационный номер А-151 от 1965 года.
Дворец епископа Эразма Циолека (пол. Pałac biskupi Erazma Ciołka) — один из филиалов краковского национального музея, Польша.

## История
Здание было сооружено в 1505 году из двух соединённых домов мещан. Было предназначено для епископа Плоцка, Эразма Циолека (пол. Erazm Ciołek, 1474–1522). Над входом в здание находится герб с королевским орлом и буквой «S» в честь короля Сигизмунда I Старого. После кончины епископа Циолека дворец стал резиденцией епископа Петра Томицкого, позже кардинала Ежи Радзивилла. В период австро-венгерской монархии в XIX веке дворец постепенно разорился, архитектурные детали были сбиты или скрыты под штукатуркой. Здание стало местом размещения различных учреждений. В 1965 году здание было внесено в реестр памятников культуры Малопольского воеводства. Лишь в 1996 году здание было передано краковскому национальному музею. В 1999 году начались реставрационные работы. Обрамления окон были реконструированы по сохранившимся фрагментам, во дворе была вновь открыта ранее замурованная позднеготическая колоннада. Дворец епископа Эразма Циолека ныне является филиалом краковского национального музея. В его коллекции находится статуя красивой Девы Марии из Кружлёвой, эпитафия епископа Вежбенты, триптих из Тжебуни и коллекция гробовых портретов, также галерея православной иконописи из Галиции.

## Ссылка
- Сайт музея  (пол.)